# Pjassina
Die Pjassina (russisch Пясина, auch Pjasina) ist ein 818 km langer Strom in Nordsibirien (Russland, Asien), der in die arktische Karasee fließt.

## Verlauf
Die Pjassina entströmt dem Pjassinosee nordwestlich des Putoranagebirges bei 28 m in nordöstlicher Richtung und durchquert auf den ersten etwa 150 km bis zur Einmündung der Dudypta (Дудыпта) Moränenablagerungen in einem engen Tal. Unterhalb, im Bereich des Nordsibirischen Tieflands, weitet sich das Tal; der Fluss ist hier stellenweise bereits über einen Kilometer breit, mändriert und bildet eine Vielzahl von Armen, so im Bereich der Einmündungen von Jangoda (Янгода) und Mokoritto (Мокоритто).
Bei der Mündung der Tareja (Тарея) wendet sich die Pjassina nördlich des 73. Breitengrades und südlich des Byrrangagebirges nach Westen. Unterhalb der Mündung der Pura (Пура) durchbricht die Pjassina die hier nur noch bis 200 m hohen südwestlichsten Ausläufer des Byrrangagebirges in nördlicher Richtung, um schließlich in den Pjassinabusen der Karasee zu münden.
Östlich des ästuarähnlichen, in Mündungsnähe 3 km breiten und über 10 km tiefen Hauptarmes bildet die Pjassina ein Delta aus. Bei Niedrigwasser sind die Gezeiten bis zur Tarejamündung (etwa 300 km oberhalb der Pjassinamündung) spürbar.

## Einzugsgebiet und Wasserführung
Das Einzugsgebiet der Pjassina umfasst 182.000 km², dabei werden 10.450 km² von über 60.000 Seen eingenommen. Unterhalb des Pjassinosees beträgt die mittlere Wasserführung 560 m³/s, bei der Mündung 2.600 m³/s.

## Klima, Fauna und Schiffbarkeit
Die Pjassina gefriert zwischen Ende September / Anfang Oktober und Juni. In der eisfreien Zeit ist sie auf der gesamten Länge schiffbar. Der Fluss und seine Zuflüsse sind sehr fischreich.